# Chazé-sur-Argos
Challain-la-Potherie ist eine französische Gemeinde mit 1.067 Einwohnern (Stand: 1. Januar 2022) im Kanton Segré-en-Anjou Bleu im Arrondissement Segré im Département Maine-et-Loire und in der Region Pays de la Loire. Die Einwohner werden Chazéens genannt.

## Geografie
Chazé-sur-Argos liegt etwa 35 Kilometer nordöstlich von Angers in der Segréen und am Argos. Umgeben wird Chazé-sur-Argos von den Nachbargemeinden Segré-en-Anjou Bleu im Norden und Westen, Erdre-en-Anjou im Süden und Osten, Angrie im Süden und Südwesten sowie Loiré im Westen.

## Bevölkerungsentwicklung
| 1962                       | 1968 | 1975 | 1982 | 1990 | 1999 | 2006 | 2018 |
| -------------------------- | ---- | ---- | ---- | ---- | ---- | ---- | ---- |
| 1065                       | 967  | 988  | 905  | 854  | 841  | 959  | 1052 |
| Quellen: Cassini und INSEE |      |      |      |      |      |      |      |

## Sehenswürdigkeiten
- Kirche Saint-Julien aus dem 19. Jahrhundert, Glockenturm aus dem 12. Jahrhundert
- Benediktinerpriorat Saint-Julien, ursprünglich aus dem 11. Jahrhundert, heutiges Gebäude aus dem 18. Jahrhundert
- Schloss Peltrais, 1850 bis 1869 an der Stelle eines früheren Herrenhauses errichtet
- Schloss Le Raguin, 1417 bereits erwähnt, Monument historique

Siehe auch: Liste der Monuments historiques in Chazé-sur-Argos

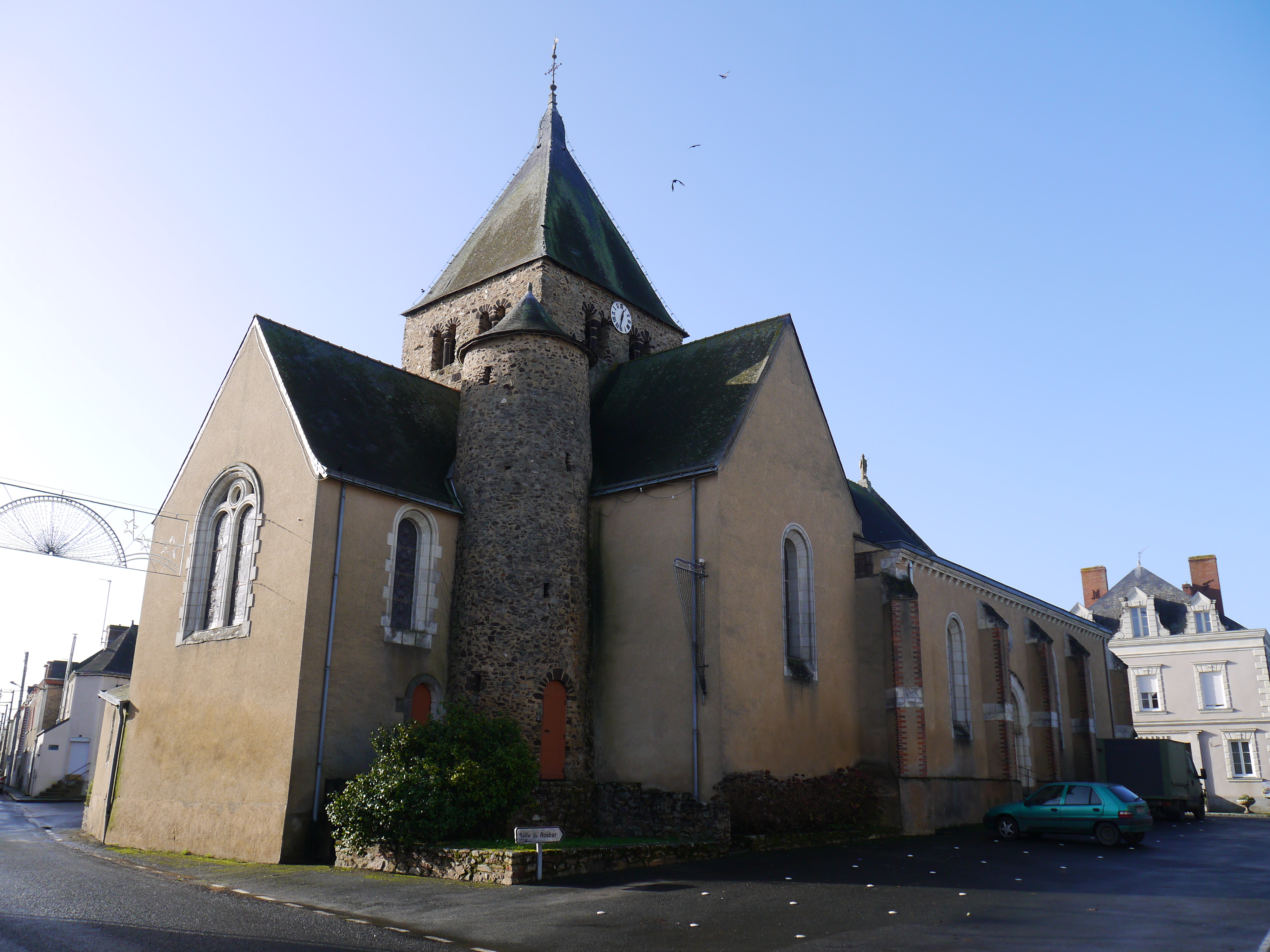
Kirche Saint-Julien
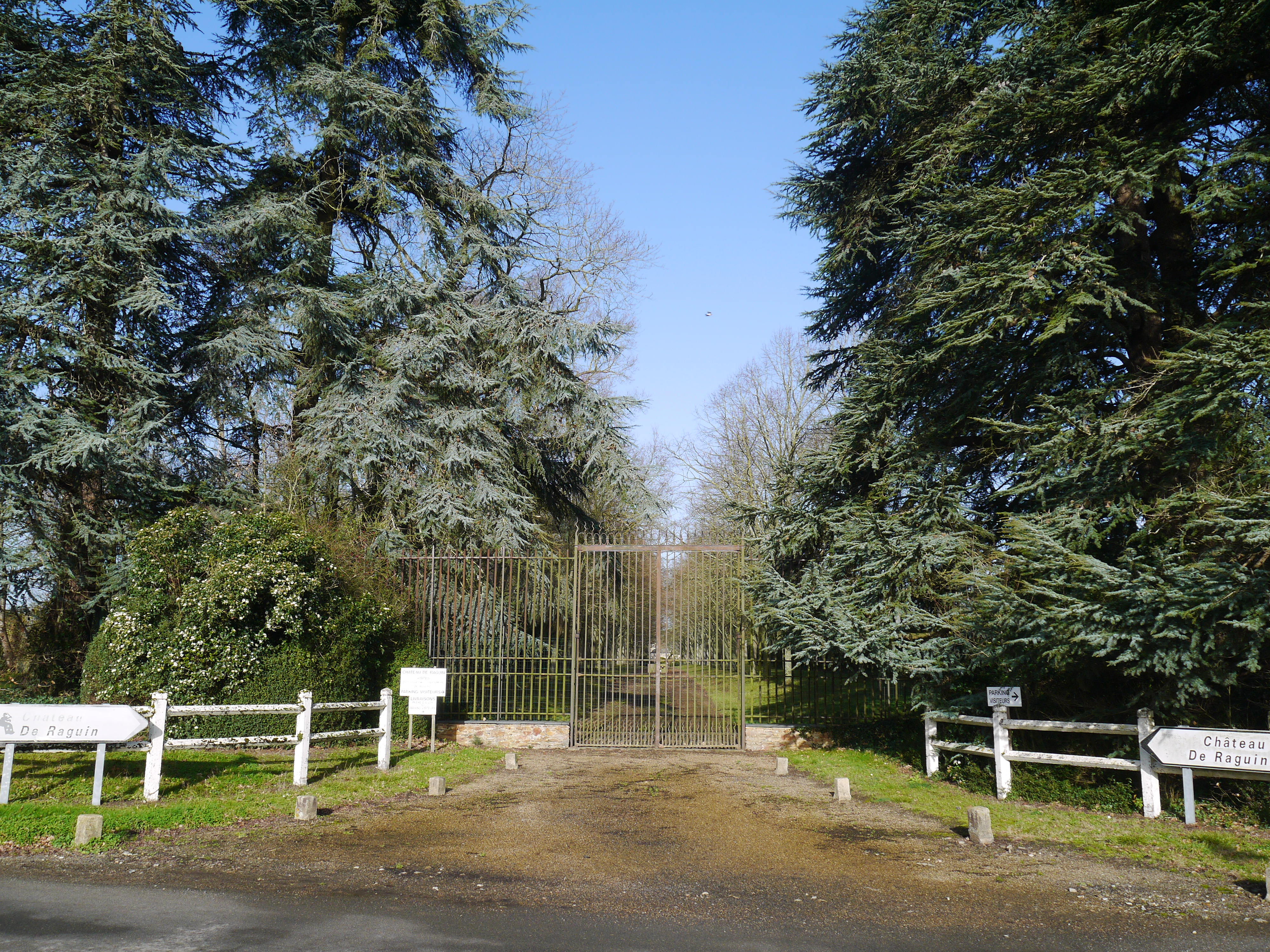
Tor zum Schloss Le Raguin